# Esnada Tige Buchet
Esnada Tige Buchet („Die Weise des Hauses Buchet“, „Das Lied des Hauses Buchet“) ist der Titel einer Legende aus dem Historischen Zyklus der Irischen Mythologie. Die Erzählung stammt wahrscheinlich aus dem 10. Jahrhundert. Verschiedene überlieferte Versionen sind unter anderem im Lebor Laignech („Das Buch von Leinster“) und im Leabhar Buidhe Lecain („Das Gelbe Buch von Lecan“) aufgezeichnet.

## Inhalt
Eithne Tháebfhota, die Tochter des irischen Hochkönigs Cathair Mór („Cathair der Große“) wird von einem gastfreundlichen Briuga (Großbauer) aus Leinster  als Pflegevater aufgezogen. Dieser Gastgeber namens Buchet besitzt zwar sehr große Viehherden, jedoch nutzen Eithnes zwölf Brüder seine Großzügigkeit derart schamlos aus, dass er bald verarmt und nur mehr einen Stier und sieben Kühe besitzt. Der alt und hilflos gewordene Cathair Mór ist nicht in der Lage, seine Söhne zu zähmen oder Buchet den Schaden zu ersetzen. Deshalb muss dieser mit seiner ganzen Familie in eine kleine Hütte im Wald bei Kells (County Meath) ziehen. Eithne, die sich für ihre Brüder schämt, begleitet ihn dorthin. Noch bevor Cormac mac Airt König wird, sieht er die schöne Eithne, schwängert und heiratet sie. Zum König geworden, stellt er als Brautpreis das Vermögen der Familie Buchet wieder her. Das Kind aus dieser Verbindung ist Cairbre Lifechar.
In einer anderen Version wird Eithne von Cathair Mórs Nachfolger Conn Cétchathach geheiratet.
Der Titel der Erzählung will sagen, dass nach dem glücklichen Ausgang im gastfreundlichen Hause Buchet wieder gesungen und gefeiert werden kann.